# Slovénie au Concours Eurovision de la chanson
La Slovénie participe au Concours Eurovision de la chanson, depuis sa trente-huitième édition, en 1993, et ne l’a encore jamais remporté.

## Débuts
Le pays fit donc ses débuts en 1993. Cette année-là, à la suite de la chute du Rideau de fer et de la dislocation de la Yougoslavie, le nombre de pays désireux de participer au concours crût fortement. L’UER augmenta le nombre maximum de pays participants, le faisant passer de vingt-trois à vingt-cinq. Mais seuls les vingt-deux pays ayant participé à l’édition 1992 du concours obtinrent d’emblée une place en finale. L’UER décida que les trois dernières places seraient attribuées via une présélection, qui serait organisée par la télévision publique slovène : Kvalifikacija za Millstreet.
Kvalifikacija za Millstreet (en français : Qualification pour Millstreet) détient la particularité d’avoir été la toute première présélection de l’histoire du concours. Elle se déroula le samedi 3 avril 1993, à Ljubljana, en Slovénie, et se conclut par la qualification de la Bosnie-Herzégovine, de la Croatie et de la Slovénie.

## Participation
Depuis 1993, la Slovénie a manqué deux éditions du concours : en 1994 et 2000. Le pays fut alors relégué, à la suite des résultats obtenus l’année précédente. 
Depuis l'instauration des demi-finales, en 2004, la Slovénie a participé à huit finales du concours : en 2007, 2011, 2014, 2015,  2018, 2019, 2023 et 2024.

## Résultats
La Slovénie n'a encore jamais remporté le concours. 
Le meilleur classement du pays en finale demeure jusqu'à présent les septièmes places de Darja Švajger en 1995, et de Nuša Derenda en 2001. En demi-finale, la Slovénie a terminé à une reprise, à la troisième place en 2011.
Le pays a terminé à deux reprises à la dernière place, en demi-finale en 2013 et  2022 . Il n'a jamais obtenu de nul point.

## Pays hôte
La Slovénie n'a encore jamais organisé le concours.

## Faits notables
En 2002, les représentants slovènes étaient un acte travesti composé de trois hommes déguisés en hôtesses de l’air. Sestre (Sœurs en slovène) avait causé scandale dans leur pays en remportant la finale nationale. L’opinion publique slovène s’était émue de l’image que le groupe renverrait aux autres participants européens. Des activistes organisèrent plusieurs manifestations dans les rues de Ljubljana et le parlement slovène se saisit même de la question.

## Représentants
| Édition | Année | Artiste(s)                  | Langue(s)                     | Chanson             | Traduction française             | Finale                                                 | Finale                                                 | Demi-finale                                            | Demi-finale                                            |
| Édition | Année | Artiste(s)                  | Langue(s)                     | Chanson             | Traduction française             | Place                                                  | Points                                                 | Place                                                  | Points                                                 |
| ------- | ----- | --------------------------- | ----------------------------- | ------------------- | -------------------------------- | ------------------------------------------------------ | ------------------------------------------------------ | ------------------------------------------------------ | ------------------------------------------------------ |
| 38e     | 1993  | 1X Band                     | Tih deževen dan               | Slovène             | Un jour tranquille de pluie      | 22                                                     | 09                                                     |                                                        |                                                        |
| 39e     | 1994  | Relégation en 1994.         | Relégation en 1994.           | Relégation en 1994. | Relégation en 1994.              | Relégation en 1994.                                    | Relégation en 1994.                                    |                                                        |                                                        |
| 40e     | 1995  | Darja Švajger               | Prisluhni mi                  | Slovène             | Ecoute-moi                       | 07                                                     | 84                                                     |                                                        |                                                        |
| 41e     | 1996  | Regina                      | Dan najlepših sanj            | Slovène             | Le jour du plus beau rêve        | 21                                                     | 16                                                     |                                                        |                                                        |
| 42e     | 1997  | Tanja Ribič                 | Zbudi se                      | Slovène             | Réveille-toi                     | 10                                                     | 60                                                     |                                                        |                                                        |
| 43e     | 1998  | Vili Resnik                 | Naj bogovi slišijo            | Slovène             | Laisse les dieux l'entendre      | 18                                                     | 17                                                     |                                                        |                                                        |
| 44e     | 1999  | Darja Švajger               | For a Thousand Years          | Anglais             | Pour un millier d'années         | 11                                                     | 50                                                     |                                                        |                                                        |
| 45e     | 2000  | Relégation en 2000.         | Relégation en 2000.           | Relégation en 2000. | Relégation en 2000.              | Relégation en 2000.                                    | Relégation en 2000.                                    |                                                        |                                                        |
| 46e     | 2001  | Nuša Derenda                | Energy                        | Anglais             | Énergie                          | 07                                                     | 70                                                     |                                                        |                                                        |
| 47e     | 2002  | Sestre                      | Samo ljubezen                 | Slovène             | Rien que de l'amour              | 13                                                     | 33                                                     |                                                        |                                                        |
| 48e     | 2003  | Karmen Stavec               | Nanana                        | Anglais             | -                                | 23                                                     | 07                                                     |                                                        |                                                        |
| 49e     | 2004  | Platin                      | Stay Forever                  | Anglais             | Reste pour toujours              |                                                        |                                                        | 21                                                     | 05                                                     |
| 50e     | 2005  | Omar Naber                  | Stop                          | Slovène             | -                                |                                                        |                                                        | 12                                                     | 69                                                     |
| 51e     | 2006  | Anžej Dežan                 | Mr. Nobody                    | Anglais             | M. Personne                      |                                                        |                                                        | 16                                                     | 49                                                     |
| 52e     | 2007  | Alenka Gotar                | Cvet z juga                   | Slovène             | Fleur du sud                     | 15                                                     | 66                                                     | 07                                                     | 140                                                    |
| 53e     | 2008  | Rebeka Dremelj              | Vrag naj vzame                | Slovène             | Que le diable l'emporte          |                                                        |                                                        | 11                                                     | 36                                                     |
| 54e     | 2009  | Quartissimo feat. Martina   | Love Symphony                 | Anglais, slovène    | Symphonie de l'amour             |                                                        |                                                        | 16                                                     | 14                                                     |
| 55e     | 2010  | Ansambel Žlindra & Kalamari | Narodnozabavni rock           | Slovène             | Rock folk local                  |                                                        |                                                        | 16                                                     | 06                                                     |
| 56e     | 2011  | Maja Keuc                   | No One                        | Anglais             | Personne                         | 13                                                     | 96                                                     | 03                                                     | 112                                                    |
| 57e     | 2012  | Eva Boto                    | Verjamem                      | Slovène             | Je crois                         |                                                        |                                                        | 17                                                     | 31                                                     |
| 58e     | 2013  | Hannah Mancini              | Straight into Love            | Anglais             | Directement amoureux             |                                                        |                                                        | 16                                                     | 08                                                     |
| 59e     | 2014  | Tinkara Kovač               | Spet (Round and Round)        | Anglais, slovène    | Encore (Encore et encore)        | 25                                                     | 09                                                     | 10                                                     | 52                                                     |
| 60e     | 2015  | Maraaya                     | Here for You                  | Anglais             | Ici pour toi                     | 14                                                     | 39                                                     | 05                                                     | 92                                                     |
| 61e     | 2016  | ManuElla                    | Blue and Red                  | Anglais             | Bleu et rouge                    |                                                        |                                                        | 14                                                     | 57                                                     |
| 62e     | 2017  | Omar Naber                  | On My Way                     | Anglais             | Sur mon chemin                   |                                                        |                                                        | 17                                                     | 36                                                     |
| 63e     | 2018  | Lea Sirk                    | Hvala, ne!                    | Slovène             | Non merci                        | 22                                                     | 64                                                     | 08                                                     | 132                                                    |
| 64e     | 2019  | Zala Kralj & Gašper Šantl   | Sebi                          | Slovène             | À soi-même                       | 15                                                     | 105                                                    | 06                                                     | 167                                                    |
| 65e     | 2020  | Ana Soklič                  | Voda                          | Slovène             | Eau                              | Concours annulé à la suite de la pandémie de COVID-19. | Concours annulé à la suite de la pandémie de COVID-19. | Concours annulé à la suite de la pandémie de COVID-19. | Concours annulé à la suite de la pandémie de COVID-19. |
| 65e     | 2021  | Ana Soklič                  | Amen                          | Anglais             | -                                |                                                        |                                                        | 13                                                     | 44                                                     |
| 66e     | 2022  | LPS                         | Disko                         | Slovène             | Disco                            |                                                        |                                                        | 17                                                     | 15                                                     |
| 67e     | 2023  | Joker Out                   | Carpe Diem                    | Slovène             | -                                | 21                                                     | 78                                                     | 05                                                     | 103                                                    |
| 68e     | 2024  | Raiven                      | Veronika                      | Slovène             | Veronika                         | 23                                                     | 27                                                     | 09                                                     | 51                                                     |
| 69e     | 2025  | Klemen                      | How Much Time Do We Have Left | Anglais             | Combien de temps nous reste-t-il |                                                        |                                                        | 13                                                     | 23                                                     |

- Première place
- Deuxième place
- Troisième place
- Dernière place

 Qualification automatique en finale
 Élimination en demi-finale

## Galerie

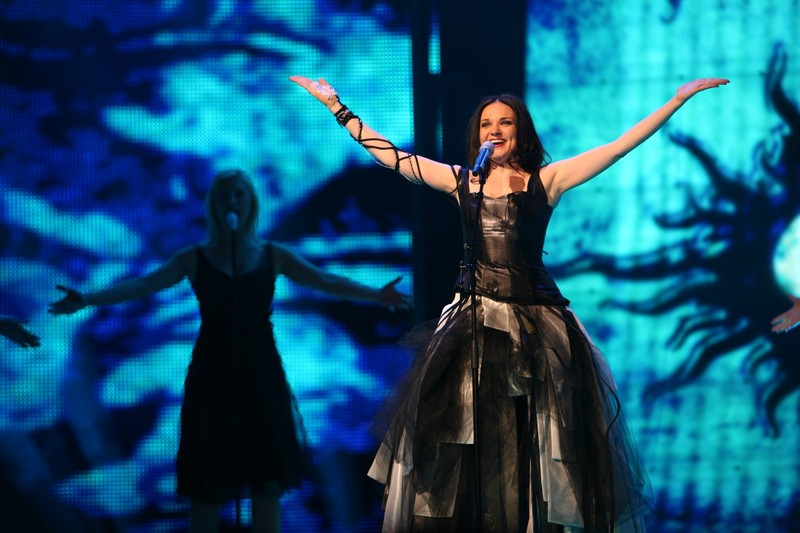
Alenka Gotar à Helsinki (2007)
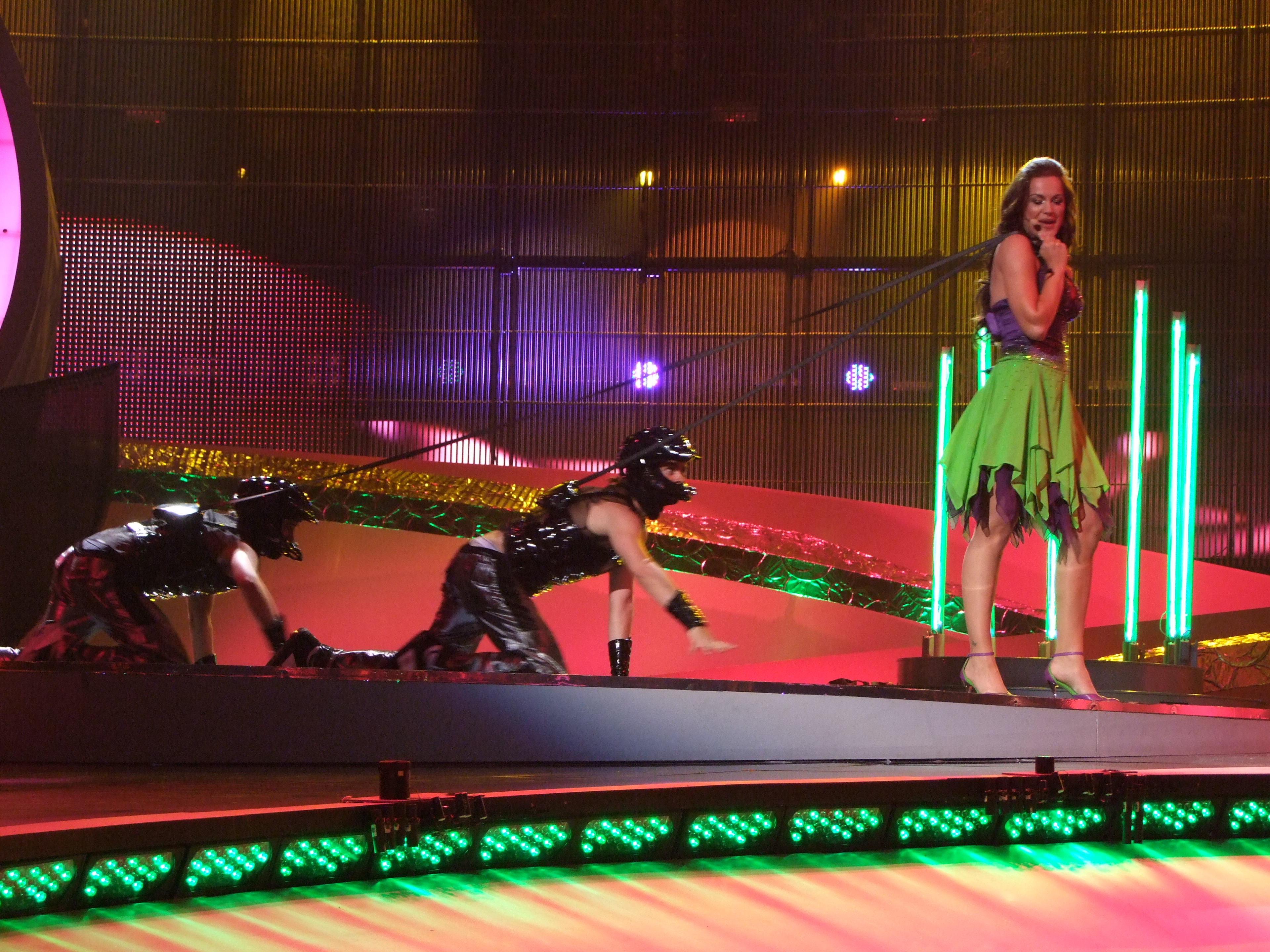
Rebeka Dremelj à Belgrade (2008)
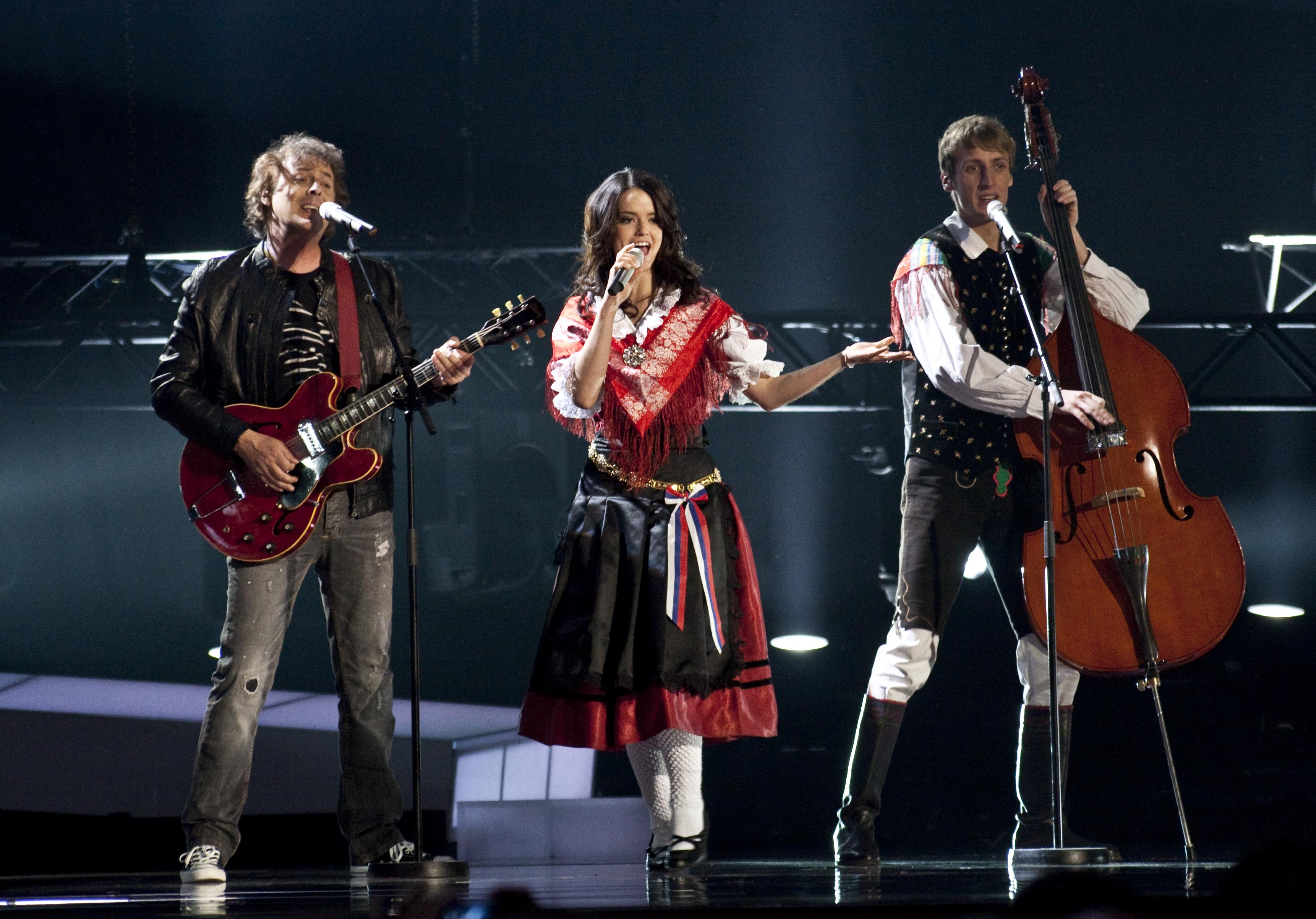
Ansambel Žlindra & Kalamari à Oslo (2010)
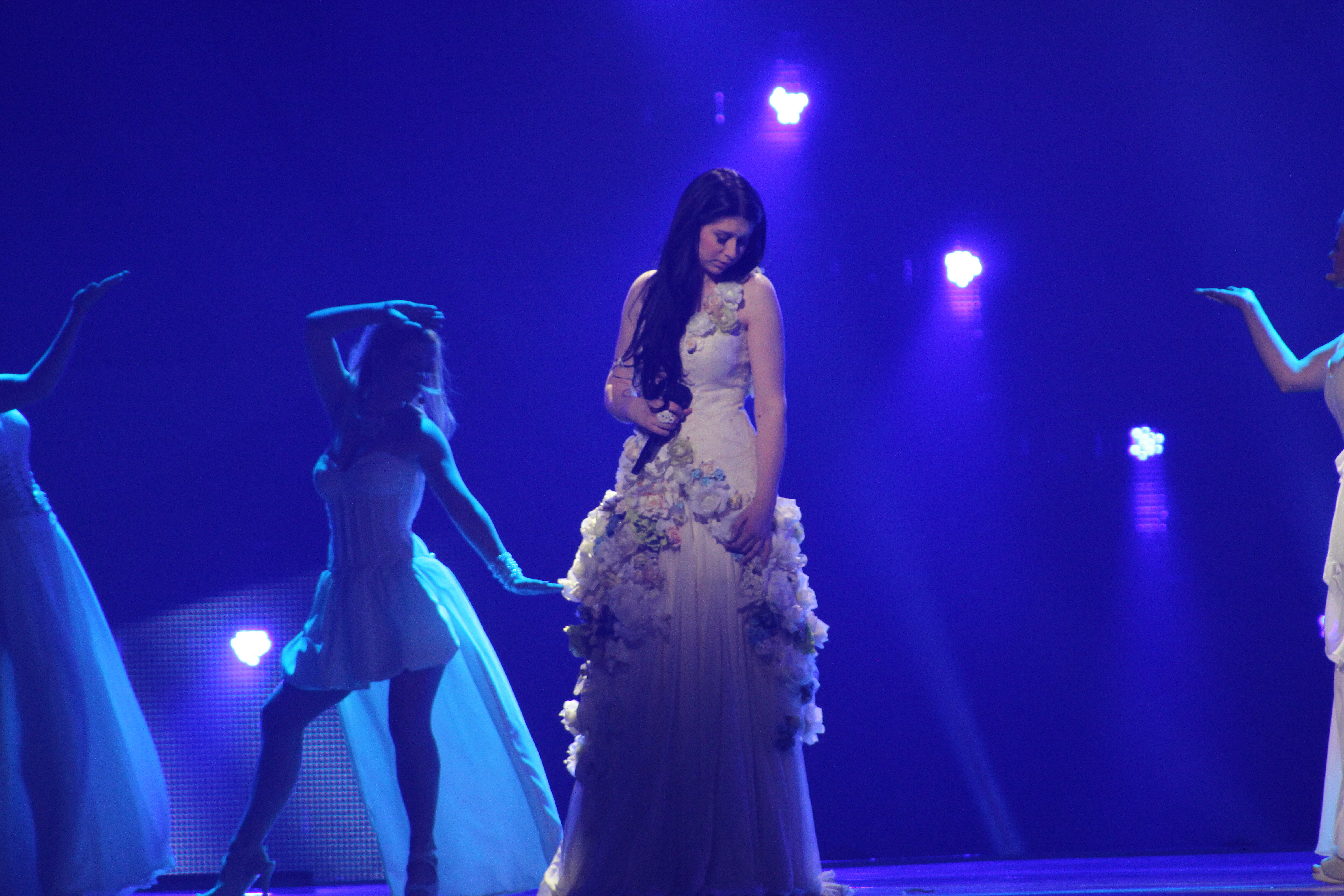
Eva Boto à Bakou (2012)
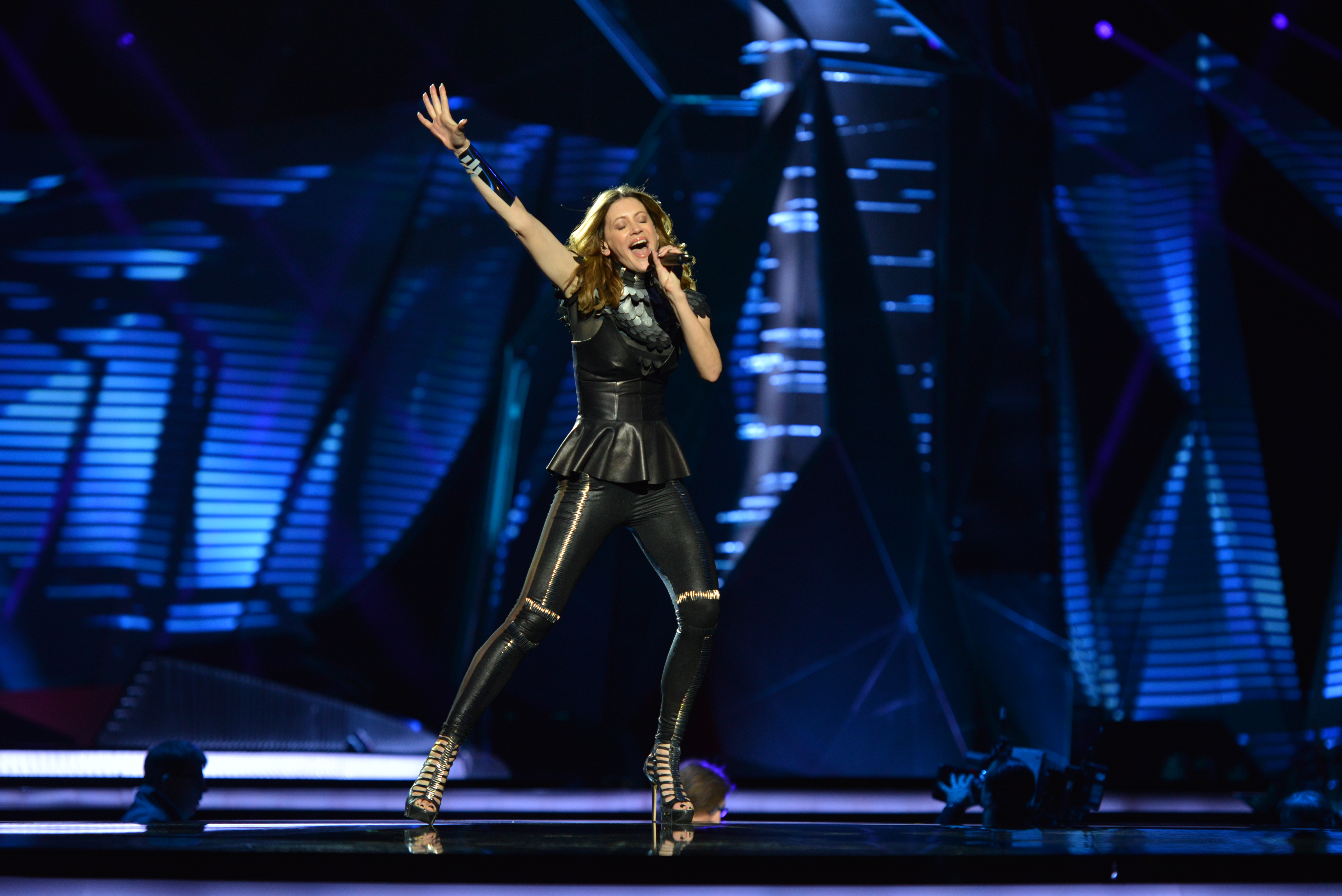
Hannah Mancini à Malmö (2013)
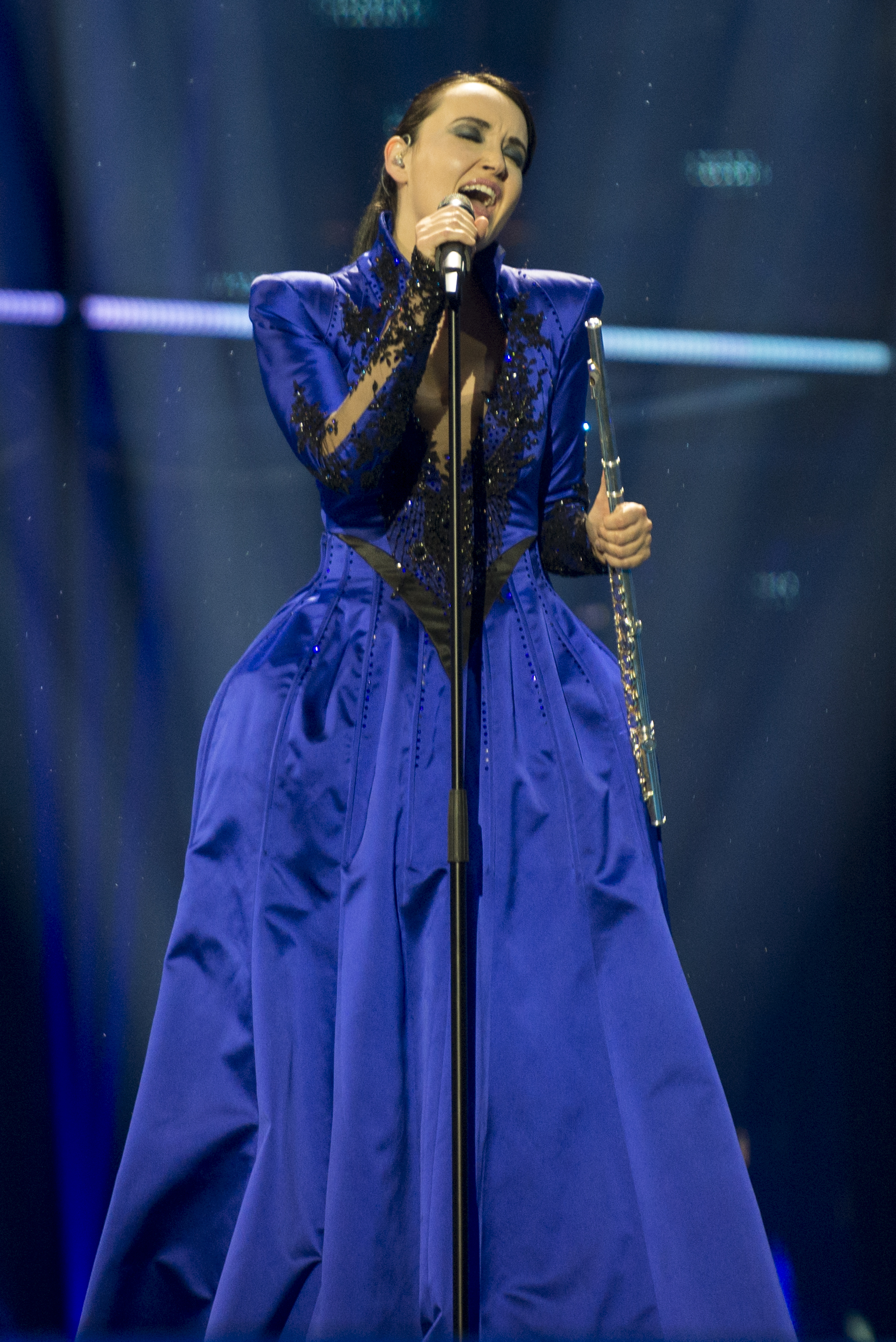
Tinkara Kovač à Copenhague (2014)
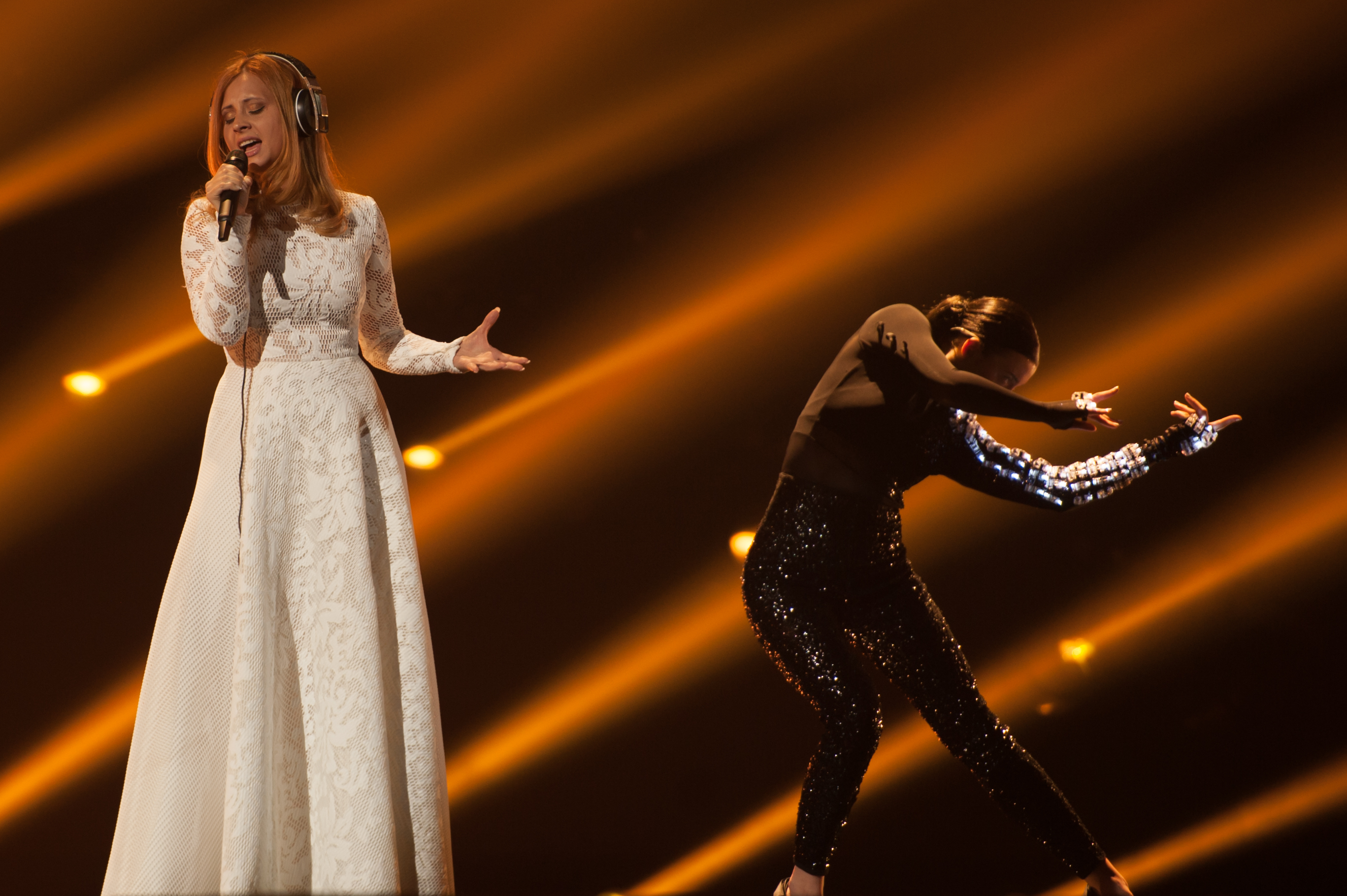
Maraaya à Vienne (2015)
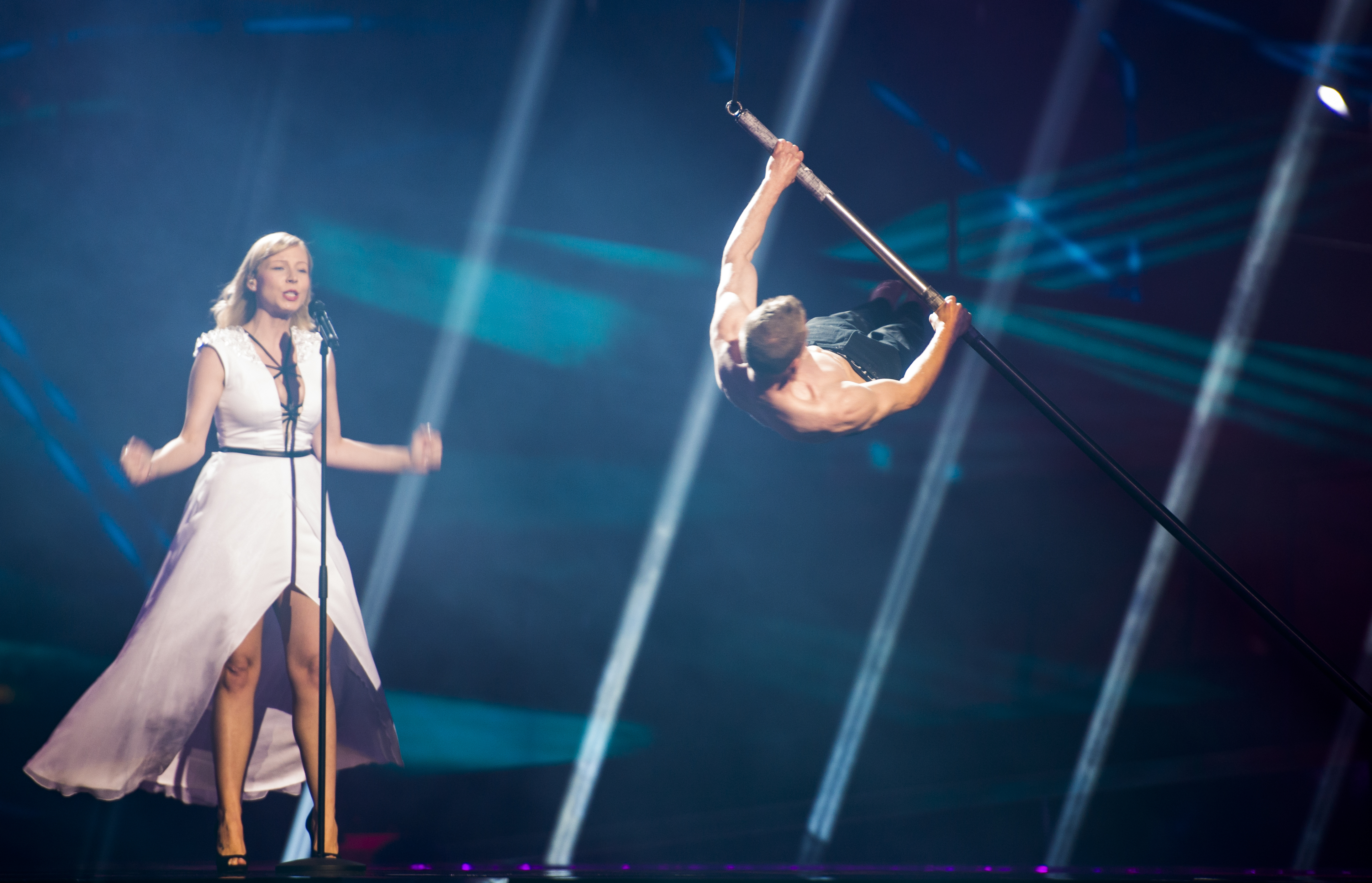
ManuElla à Stockholm (2016)
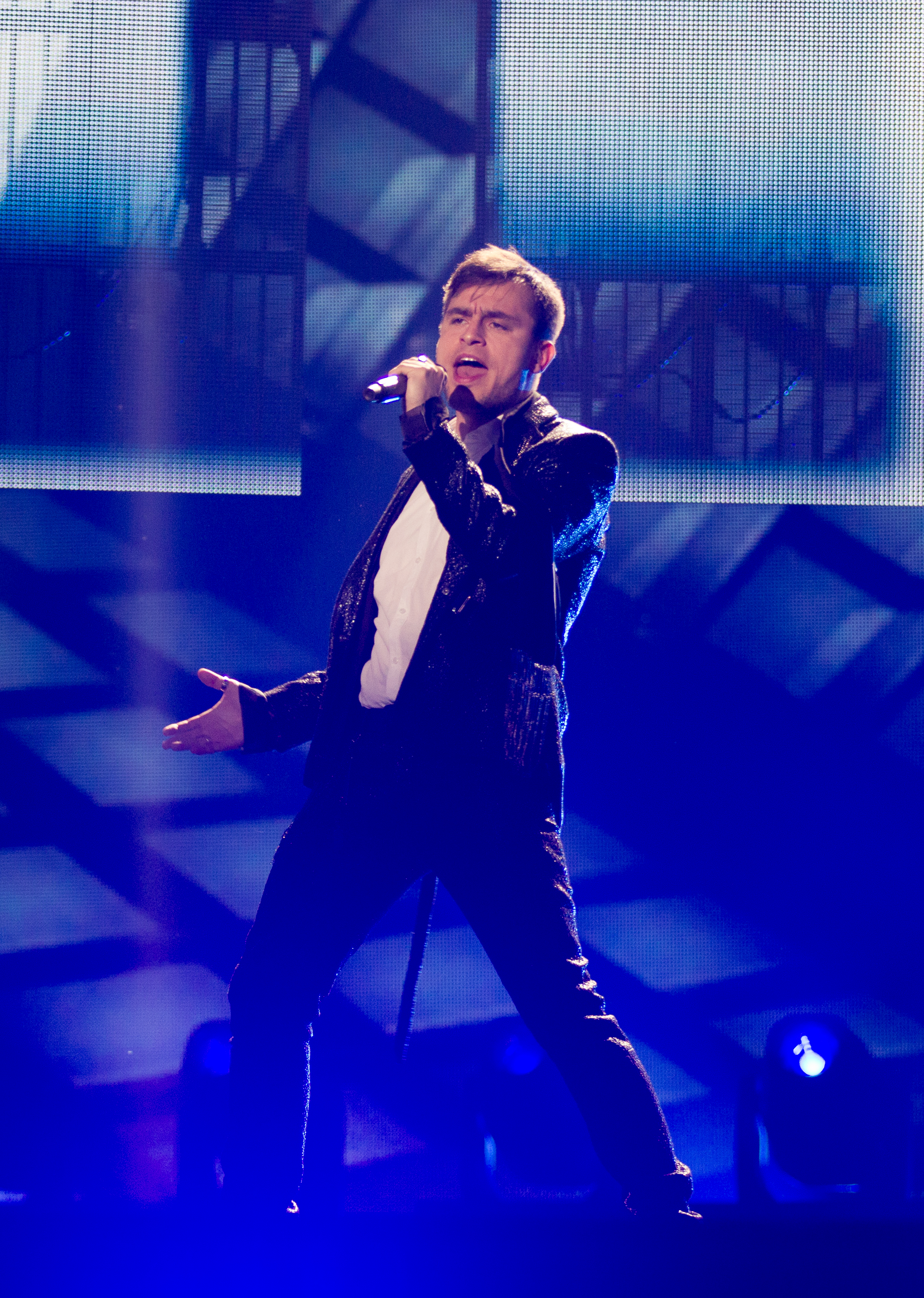
Omar Naber à Kiev (2017)
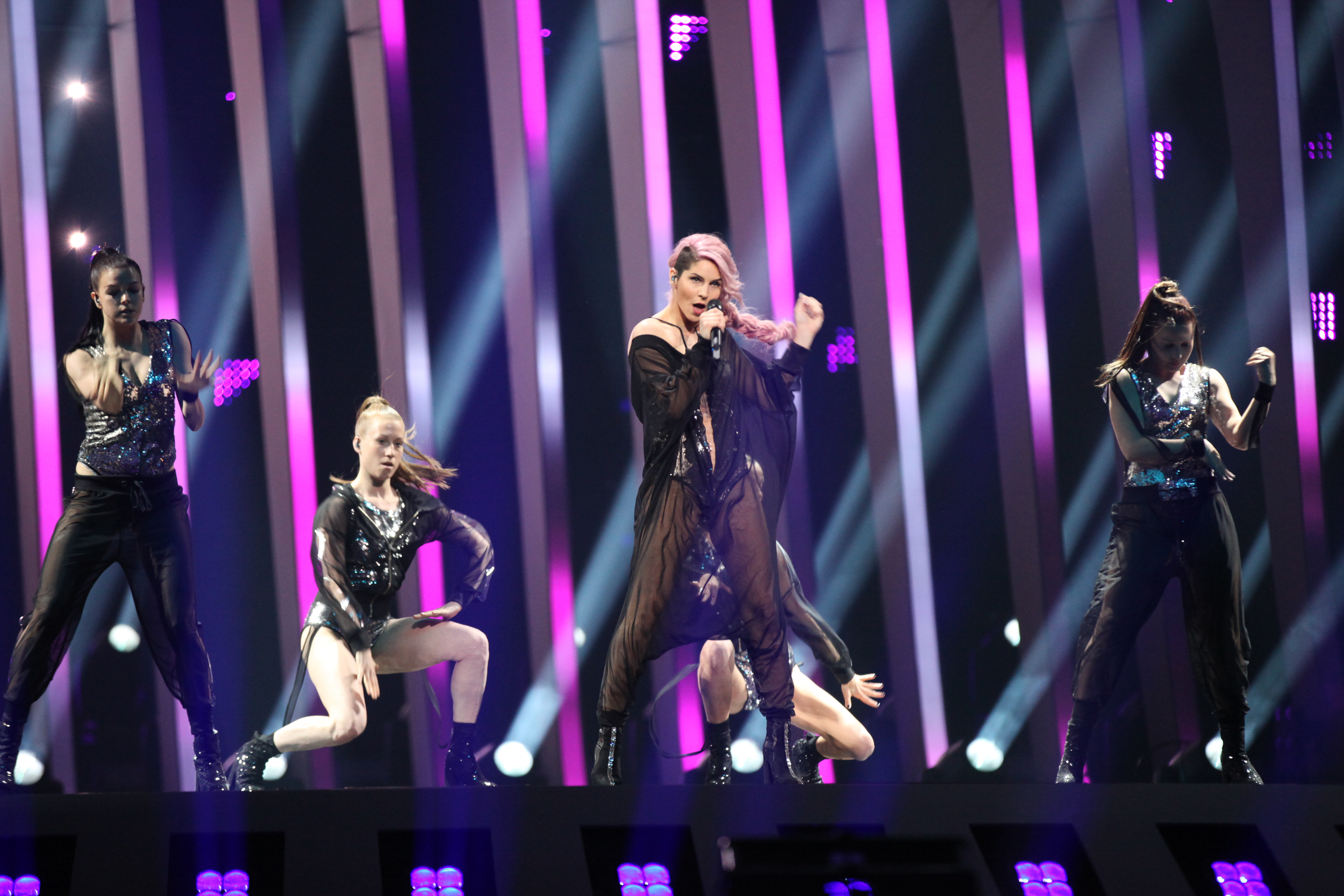
Lea Sirk à Lisbonne (2018)
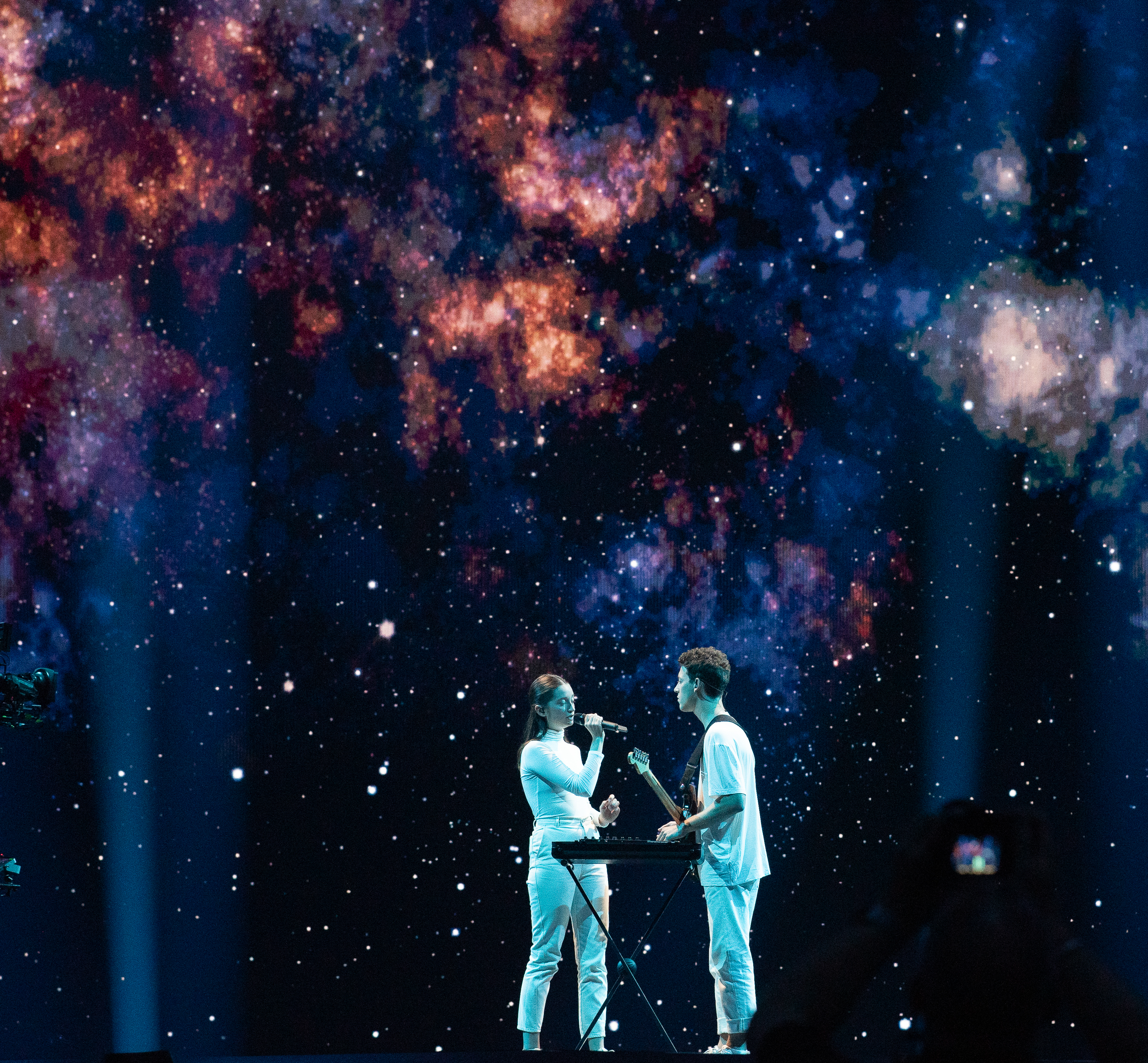
Zala Kralj & Gašper Šantl à Tel Aviv (2019)
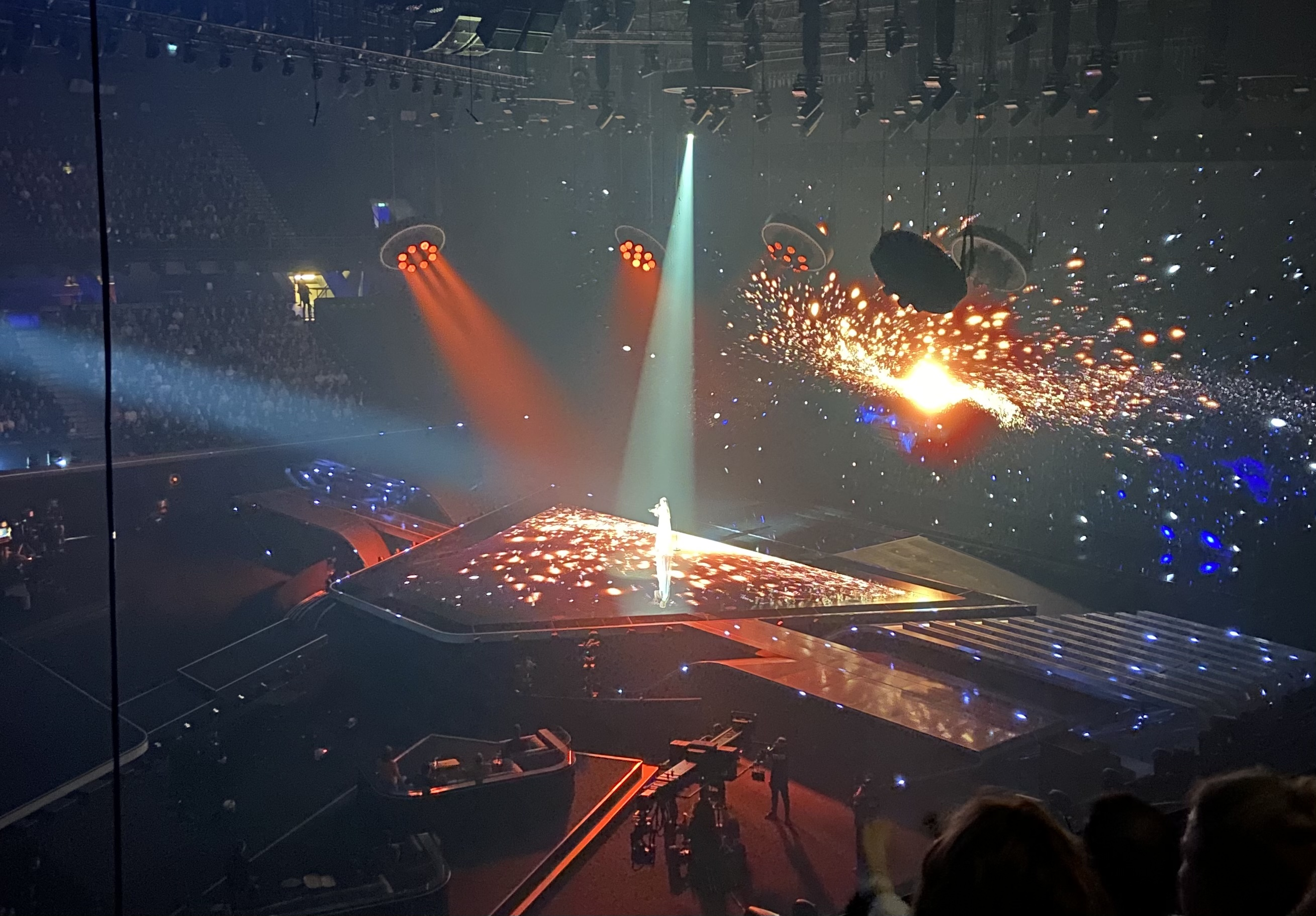
Ana Soklič à Rotterdam (2021)
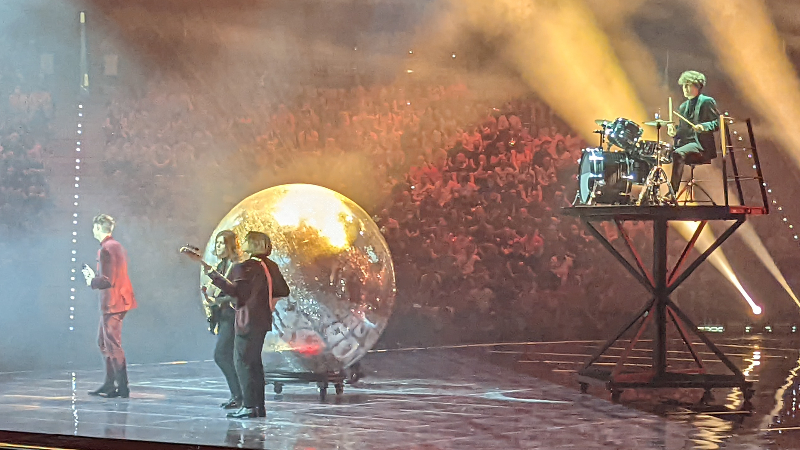
LPS à Turin (2022)
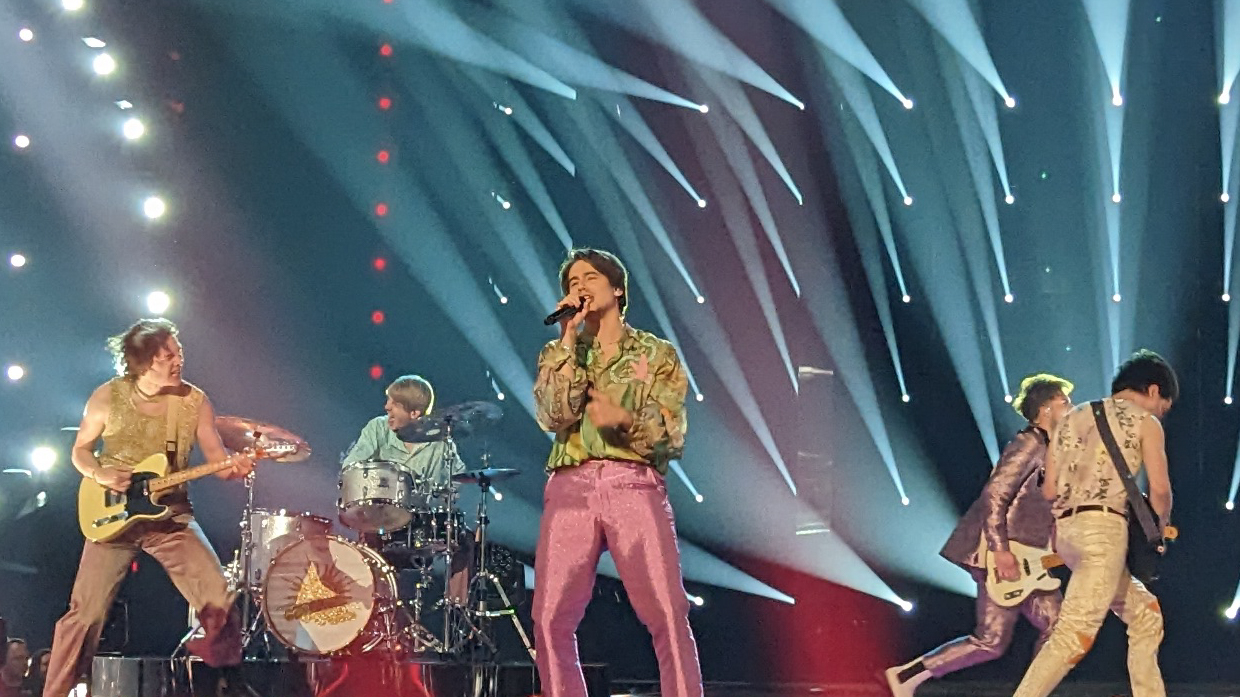
Joker Out à Liverpool (2023)
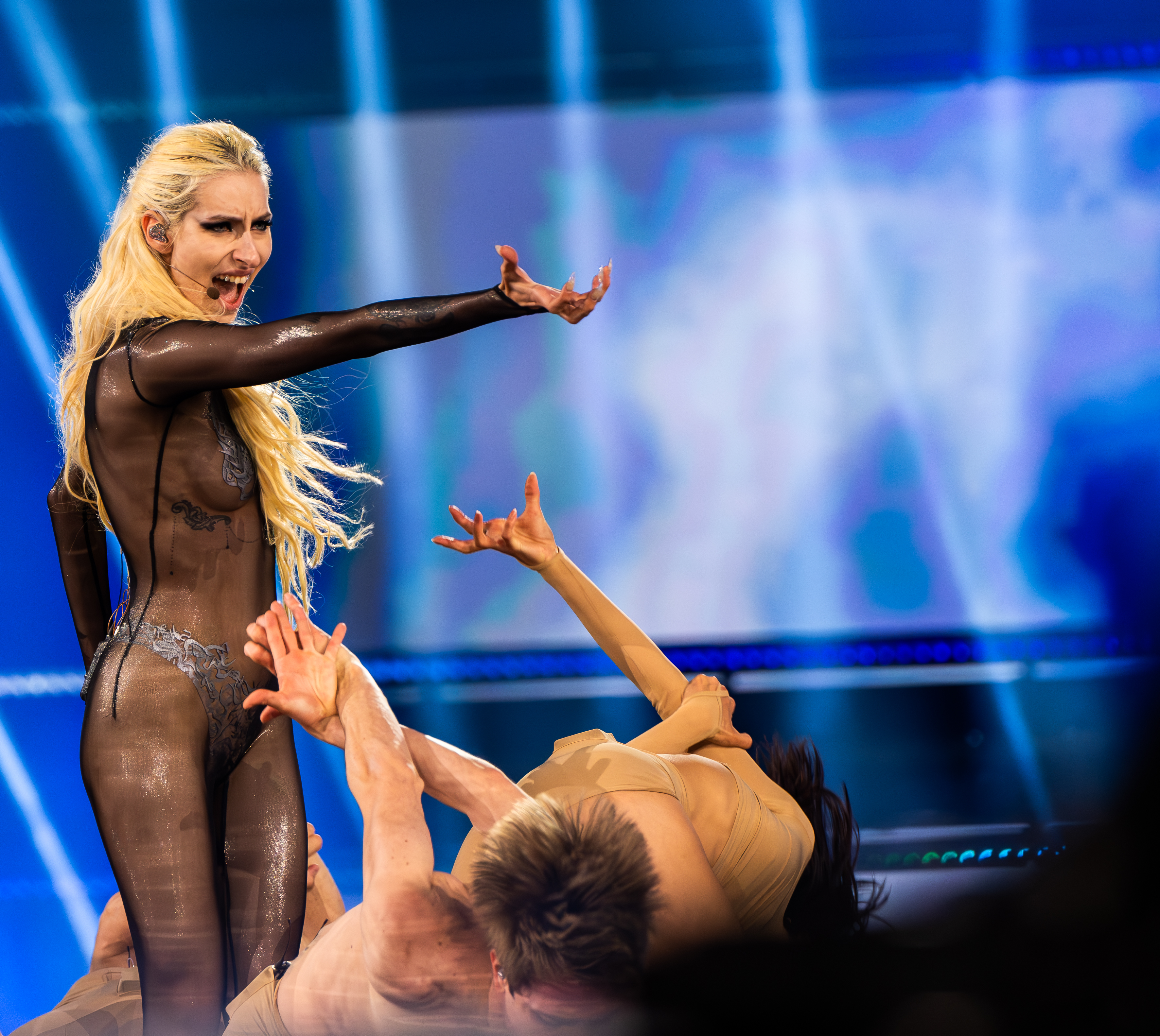
Raiven à Malmö (2024)
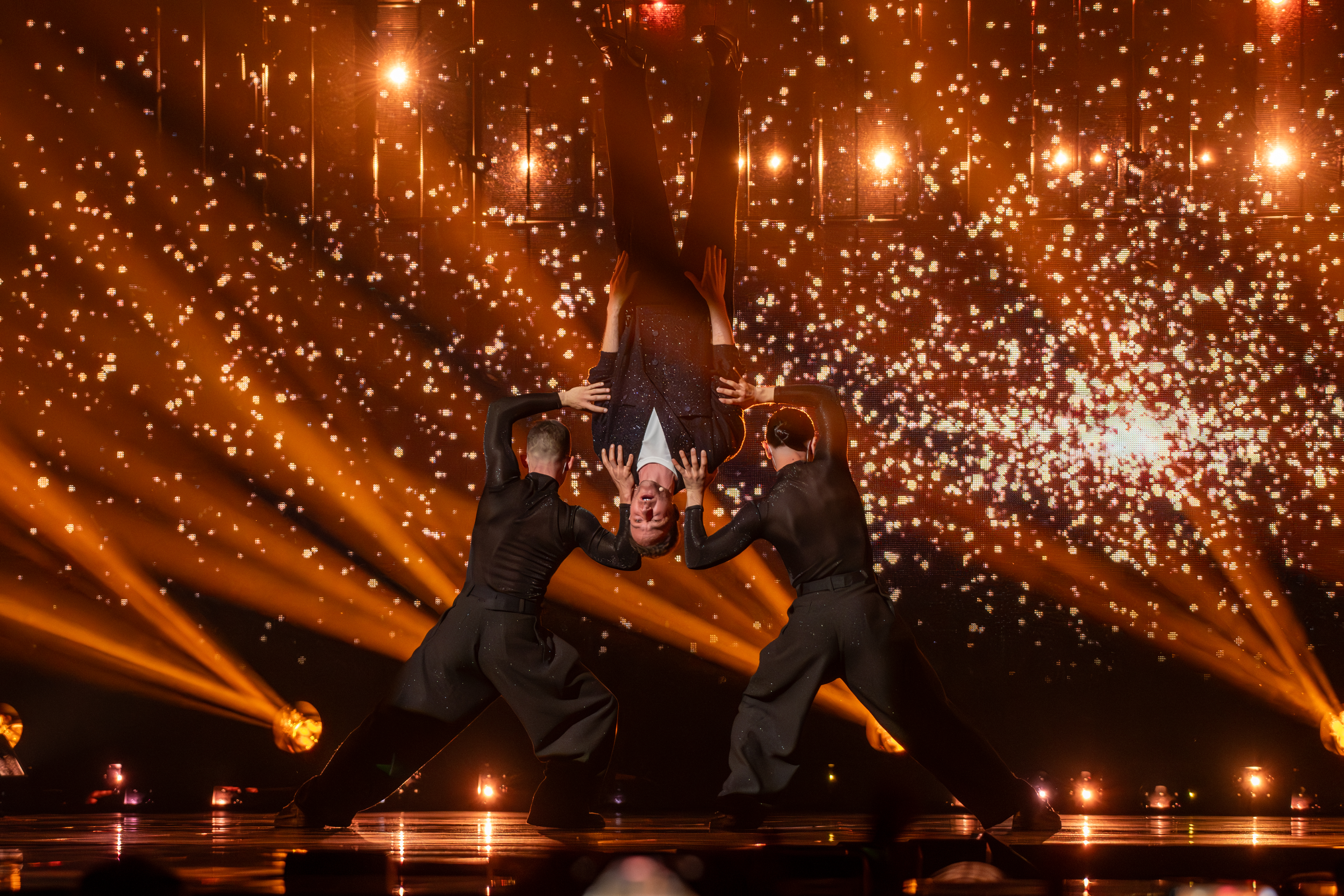
Klemen à Bâle (2025)

## Chefs d'orchestre, commentateurs et porte-paroles
| Année | Chef d'orchestre | Commentateur(s)  | Porte-parole    |
| ----- | ---------------- | ---------------- | --------------- |
| 1993  | Jože Privšek     | Tajda Lekše      | Miša Molk       |
| 1994  | relégation       | Tajda Lekše      | relégation      |
| 1995  | Jože Privšek     | Damjana Golavšek | Miša Molk       |
| 1996  | Jože Privšek     | Miša Molk        | Mario Galunič   |
| 1997  | Mojmir Sepe      | Miša Molk        | Mojca Mavec     |
| 1998  | Mojmir Sepe      | Miša Molk        | Mojca Mavec     |
| 1999  | -                | Miša Molk        | Mira Berginc    |
| 2000  | -                | Miša Molk        | relégation      |
| 2001  | -                | Andrea F         | Mojca Mavec     |
| 2002  | -                | Andrea F         | Nuša Derenda    |
| 2003  | -                | Andrea F         | Peter Poles     |
| 2004  | -                | Andrea F         | Peter Poles     |
| 2005  | -                | Mojca Mavec      | Katarina Čas    |
| 2006  | -                | Mojca Mavec      | Peter Poles     |
| 2007  | -                | Mojca Mavec      | Peter Poles     |
| 2008  | -                | Andrej Hofer     | Peter Poles     |
| 2009  | -                | Andrej Hofer     | Peter Poles     |
| 2010  | -                | Andrej Hofer     | Andrea F        |
| 2011  | -                | Andrej Hofer     | Klemen Slakonja |
| 2012  | -                | Andrej Hofer     | Lorella Flego   |
| 2013  | -                | Andrej Hofer     | Andrea F        |
| 2014  | -                | Andrej Hofer     | Ula Furlan      |
| 2015  | -                | Andrej Hofer     | Tinkara Kovač   |
| 2016  | -                | Andrej Hofer     | Marjetka Vovk   |
| 2017  | -                | Andrej Hofer     | Katarina Čas    |
| 2018  | -                | Andrej Hofer     | Maja Keuc       |
| 2019  | -                | Andrej Hofer     | Lea Sirk        |

## Historique de vote
Depuis 1993, la Slovénie a attribué en finale le plus de points à :
| Rang | Pays               | Points |
| ---- | ------------------ | ------ |
| 1    | Italie             | 163    |
| 2    | Croatie            | 155    |
| 3    | Suède              | 148    |
| 4    | Serbie             | 144    |
| 5    | Bosnie-Herzégovine | 100    |
| 6    | Norvège            | 90     |
| 7    | Ukraine            | 82     |
| 8    | Danemark           | 81     |
| 9    | Russie             | 80     |
| 10   | France             | 71     |

Depuis 1993, la Slovénie a reçu en finale le plus de points de la part de :
| Rang | Pays               | Points |
| ---- | ------------------ | ------ |
| 1    | Croatie            | 118    |
| 2    | Bosnie-Herzégovine | 61     |
| 3    | Serbie             | 60     |
| 4    | Russie             | 35     |
| 5    | Macédoine du Nord  | 33     |
| 5    | Pologne            | 33     |
| 7    | Monténégro         | 30     |
| 8    | Tchéquie           | 26     |
| 9    | Irlande            | 24     |
| 10   | Lituanie           | 23     |

### 12 Points
Légende
 Vainqueur - La Slovénie a donné 12 points à la chanson victorieuse / La Slovénie a reçu 12 points et a gagné le concours
 2e place - La Slovénie a donné 12 points à la chanson arrivée à la seconde place / La Slovénie a reçu 12 points et est arrivée deuxième
 3e place - La Slovénie a donné 12 points à la chanson arrivée à la troisième place / La Slovénie a reçu 12 points et est arrivée troisième
 Qualifiée - La Slovénie a donné 12 points à une chanson parvenue à se qualifier pour la finale / La Slovénie a reçu 12 points et s'est qualifiée pour la finale
 Non-qualifiée - La Slovénie a donné 12 points à une chanson éliminée durant les demi-finales / La Slovénie a reçu 12 points mais n'est pas parvenue à se qualifier pour la finale
| Année         | Attribués            | Attribués                          | Reçus                      | Reçus                              |
| Année         | Finale               | Demi-Finale                        | Finale                     | Demi-Finale                        |
| 1993          | Irlande              | Pas de demi-finales                | Aucun                      | Pas de demi-finales                |
| 1995          | Croatie              | Pas de demi-finales                | Aucun                      | Pas de demi-finales                |
| 1996          | Irlande              | Pas de demi-finales                | Aucun                      | Pas de demi-finales                |
| 1997          | Russie               | Pas de demi-finales                | Aucun                      | Pas de demi-finales                |
| 1998          | Croatie              | Pas de demi-finales                | Aucun                      | Pas de demi-finales                |
| 1999          | Croatie              | Pas de demi-finales                | Croatie Irlande            | Pas de demi-finales                |
| 2001          | Estonie              | Pas de demi-finales                | Aucun                      | Pas de demi-finales                |
| 2002          | Croatie              | Pas de demi-finales                | Aucun                      | Pas de demi-finales                |
| 2003          | Russie               | Pas de demi-finales                | Aucun                      | Pas de demi-finales                |
| 2004          | Serbie-et-Monténégro | Serbie-et-Monténégro               | Non qualifiée              | Aucun                              |
| 2005          | Croatie              | Croatie                            | Non qualifiée              | Aucun                              |
| 2006          | Bosnie-Herzégovine   | Bosnie-Herzégovine                 | Non qualifiée              | Aucun                              |
| 2007          | Serbie               | Serbie                             | Aucun                      | Aucun                              |
| 2008          | Serbie               | Bosnie-Herzégovine                 | Non qualifiée              | Aucun                              |
| 2009          | Norvège              | Serbie                             | Non qualifiée              | Aucun                              |
| 2010          | Danemark             | Croatie                            | Non qualifiée              | Aucun                              |
| 2011          | Bosnie-Herzégovine   | Bosnie-Herzégovine                 | Bosnie-Herzégovine Croatie | Bosnie-Herzégovine                 |
| 2012          | Serbie               | Serbie                             | Non qualifiée              | Aucun                              |
| 2013          | Danemark             | Ukraine                            | Non qualifiée              | Aucun                              |
| 2014          | Autriche             | Macédoine                          | Aucun                      | Aucun                              |
| 2015          | Suède                | Suède                              | Aucun                      | Azerbaïdjan Monténégro             |
| 2016 Jury     | Ukraine              | Belgique                           | Non qualifiée              | Aucun                              |
| 2016 Télévote | Serbie               | Serbie                             | Non qualifiée              | Aucun                              |
| 2017 Jury     | Portugal             | Australie                          | Non qualifiée              | Aucun                              |
| 2017 Télévote | Croatie              | Portugal                           | Non qualifiée              | Aucun                              |
| 2018 Jury     | Suède                | Suède                              | Aucun                      | Aucun                              |
| 2018 Télévote | Serbie               | Serbie                             | Aucun                      | Aucun                              |
| 2019 Jury     | République tchèque   | République tchèque                 | Aucun                      | République tchèque                 |
| 2019 Télévote | Macédoine du Nord    | Serbie                             | Aucun                      | Aucun                              |
| 2021 Jury     | Italie               | Chypre                             | Non qualifiée              | Aucun                              |
| 2021 Télévote | Serbie               | Croatie                            | Non qualifiée              | Aucun                              |
| 2022 Jury     | Italie               | Lituanie                           | Non qualifiée              | Aucun                              |
| 2022 Télévote | Serbie               | Croatie                            | Non qualifiée              | Aucun                              |
| 2023 Jury     | Italie               | Pas de vote du jury en demi-finale | Serbie                     | Pas de vote du jury en demi-finale |
| 2023 Télévote | Croatie              | Albanie                            | Croatie                    | Espagne Pologne Roumanie           |
| 2024 Jury     | France               | Pas de vote du jury en demi-finale | Aucun                      | Pas de vote du jury en demi-finale |
| 2024 Télévote | Croatie              | Croatie                            | Aucun                      | Aucun                              |